# Cross That Line
Cross That Line è il quarto album del musicista britannico Howard Jones, pubblicato dall'etichetta discografica WEA/Elektra il 1º aprile 1989.

## Tracce
1. The Prisoner – 4:38
2. Everlasting Love – 4:16
3. Powerhouse – 3:26
4. Last Supper – 5:18
5. Cross That Line – 4:42
6. Out of Thin Air – 3:07
7. Guardians of the Breath – 7:34
8. Fresh Air Waltz – 3:59
9. Wanders to You – 5:08
10. Those Who Move Clouds – 5:46